# Густав Шведський (герцог)
Франц Густав Оскар Шведський та Норвезький (швед. Frans Gustaf Oscar av Sverige och Norge), (нар. 18 червня 1827 — пом. 24 вересня 1852) — принц шведський та норвезький, герцог Уппландії, син короля Оскара I та Жозефіни Лейхтенберзької, композитор, музикант та художник.

## Біографія
Густав народився  18 червня 1827 року в палаці Хага. Він був другим сином в родині кронпринца шведського та норвезького Оскара та його дружини Жозефіни Лейхтенберзької. Новонароджений мав старшого брата Карла, а згодом з'явились і молодші — Оскар та Август, і сестра Євгенія. 

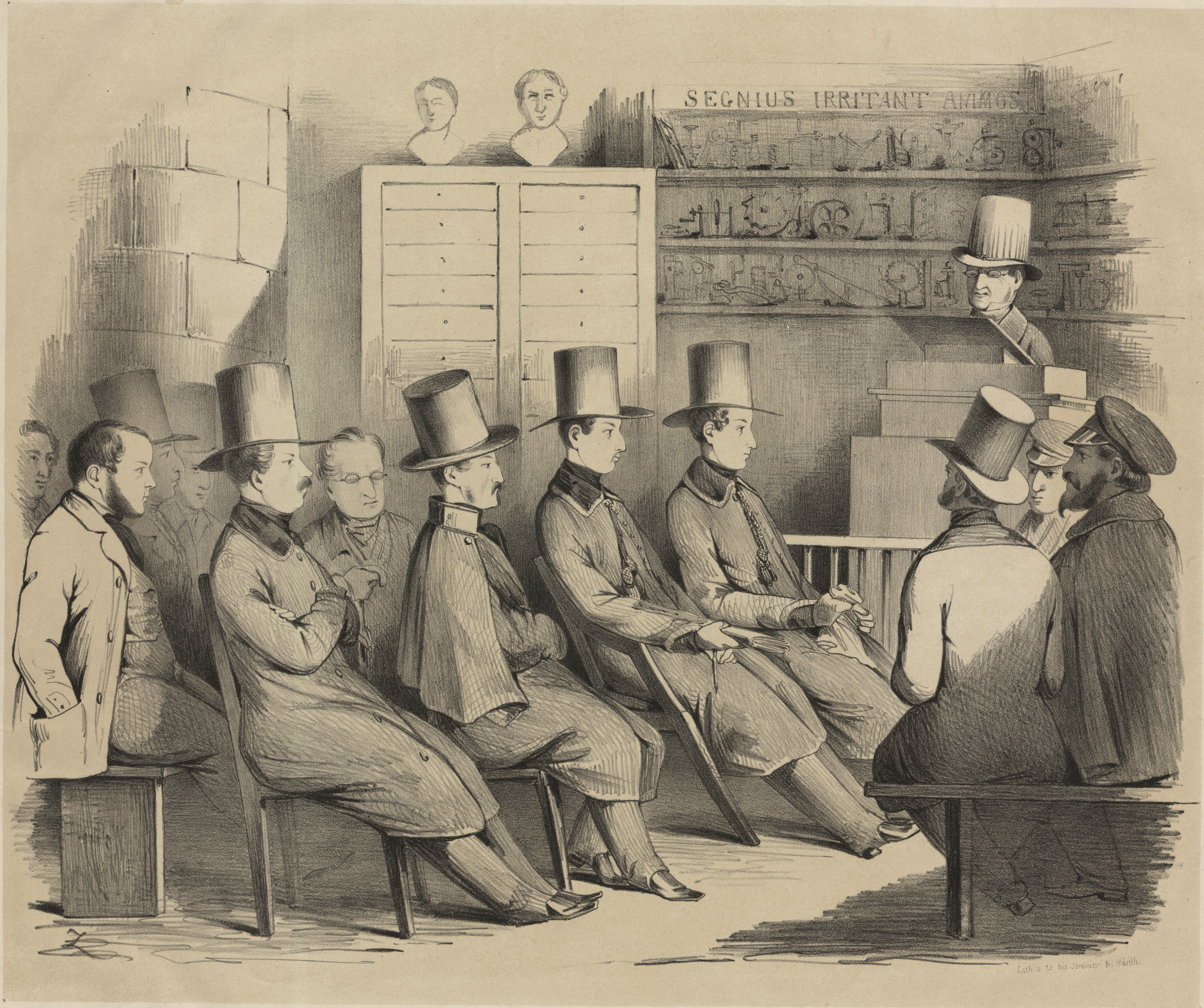
Принци Карл і Густав у 1846

Всі діти виховувалися в дусі суворого лютеранства, попри те, що матір була католичкою. Вони отримували освіту в королівському палаці під наглядом викладачів, яких вона підбирала. Після цього Густав з братами відвідував в Уппсальському університеті. Там у них було своє місце, так званий «Принс-холл». Також навчався в  університеті Крістіанії.  Принц Густав все життя виявляв великий інтерес до історії своєї країни та мистецтва. Був канцлером Шведської Королівської Академії мистецтв. Полюбляв малювати, та перш за все став відомим в області музики. З усієї родини Бернадотів мав найяскравіший музичний талант. Мав навіть прізвисько «Співаючий принц» («Sångarprinsen»). Він став членом шведської академії музики у 1844 році. Його вчителем і зразком наслідування був Адольф Фредрік Ліндблад.

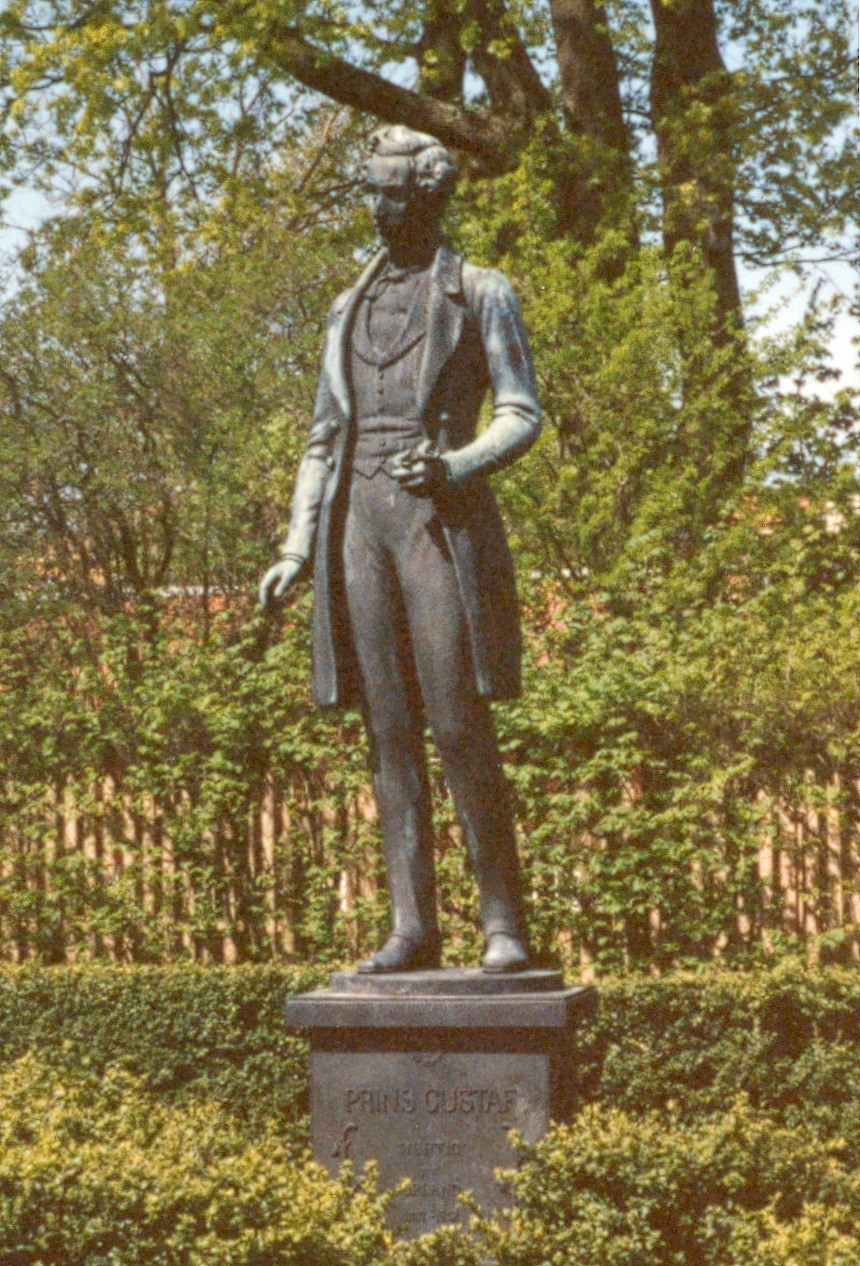
Статуя принца Густава у дворі Уппсальського університету

 З композицій принца, які він друкував під псевдонімом G ****, збереглося близько п'ятдесяти. Двоє з його творів для арфи популярні у Швеції і дотепер: «Studentsången» («Пісня студента») та («Vårsång») («Весняна пісня»). Тексти двох пісень написані Германом Сатербергом. Також писав марші, романси, пісні та інші твори для фортепіано. До всього був ще й чудовим піаністом та співаком. В університеті часто співав з братами квартетом, а також запрошував долучатися до них інших студентів. За повідомленнями свідків, мав дуже красивий та ліричний тенор.
11 лютого 1846 році Густав став почесним членом королівської академії наук.
У ранньому віці вступив до армії. У 1850 році отримав звання підполковника.
У лютому 1851 року його батько придбав палац Стернзунд і подарував його Густаву. Той доручив куратору П.А.Ністрьому провести там капітальний ремонт. Вважається, що у цьому палаці принц написав декілька своїх невідомих творів.
Густав здійснив декілька мандрівок Швецією та Норвегією. У 1852 році він із сестрою та матір'ю супроводжували батька на лікування до цілющих джерел Бад-Кіссінгену у Німеччині. Здоров'є короля покращало, і у вересні вони вирушили в зворотну путь. До Христіанії мали добиратися морем, але через сильний шторм корабель із королівською сім'єю опинився у Гаміні. Коли ж Бернадоти нарешті досягли норвезької столиці 16 вересня, принц був вже настільки виснажений, що не міг самостійно пересуватися і мав високу температуру. Його доправили до королівського палацу, де він  раптово помер вісім днів потому, як повідомлялося, від черевного тифу. Йому було 25 років. Батько та сестра також захворіли, але змогли видужати. Похований Густав у склепінні під каплицею Бернадоттів у кірсі Ріддархольмен.

## Вшанування пам'яті
- У 1854 році в парку палацу Хага був встановлений монумент принца Густава.
- У 1927 році скульптор Карл Едл створив статую принца, що нині знаходиться у дворі Уппсальського університету.
- У 1944 році в прокат вийшов кінофільм «Принц Густав», знятий Шамілем Бауманом. У головній ролі — Альф Челлін.